# Me gustas tú
「Me gustas tú」は、マヌ・チャオの2枚目のシングルである。2001年5月14日に発売された。

## 収録曲
CDシングル
1. Me gustas tú – 3:58
2. La primavera – 1:52
3. Infinita tristeza – 3:56

| スタブアイコン | サブスタブ | この項目は、まだ閲覧者の調べものの参照としては役立たない、シングルに関連した書きかけの項目です。この項目を加筆・訂正などしてくださる協力者を求めています（P:音楽/PJ:楽曲）。 |